# 廣田誠一
廣田 誠一（ひろた せいいち、1960年1月 - ）は、日本の医学者。大阪大学医学部附属病院病理部助教授などを経て、現在、兵庫医科大学病院病理学教授。主な研究分野は異所石灰化、消化管の非上皮性腫瘍、カハール介在細胞。

## 学歴
- 1984年 兵庫医科大学卒業
- 1988年 大阪大学医学部大学院医学研究科博士課程修了　医学博士（大阪大学） 論文の題は　「ラットα2-macroglobulinの発現について : : 特にWF系自然発生大腸癌ラットと妊娠ラットについて」[1]。

## 職歴
- 1989年 大阪大学医学部助手
- 1998年 大阪大学医学部大学院医学系研究科 助教授
- 2001年 大阪大学医学部付属病院 病理部 助教授
- 2004年 兵庫医科大学 病院病理学 教授